# Defenders of the Faith
Defenders of the Faith er det britiske heavy metal-band Judas Priests niende studiealbum. Albummet blev indspillet i Ibiza Sound Studios, Ibiza, Spanien og mikset i perioden september-november 1983 i DB Recording Studios og Bayshore Recording Studios i Miami, Florida. Lp'en og kassettebåndet blev udgivet 4. januar 1984 og blev i juli også udgivet på cd. Albummet indeholdt tre singler: "Freewheel Burning," "Some Heads Are Gonna Roll" og "Love Bites".
Albummet blev digitalt forbedret og genudgivet i maj 2001 med to bonusspor. 

## Spor
Alle sange skrevet af Rob Halford, K.K. Downing og Glenn Tipton medmindre andet er angivet.
1. "Freewheel Burning" – 4:22
2. "Jawbreaker" – 3:25
3. "Rock Hard Ride Free" – 5:34
4. "The Sentinel" – 5:04
5. "Love Bites" – 4:47
6. "Eat Me Alive" – 3:34
7. "Some Heads Are Gonna Roll" (Bob Halligan, Jr) – 4:05
8. "Night Comes Down"  – 3:58
9. "Heavy Duty" – 2:25
10. "Defenders of the Faith" – 1:30

### Bonusspor på genudgivelse
1. "Turn on Your Light" – 5:23
2. "Heavy Duty/Defenders of the Faith (Live)" – 5:26

## Musikere
- Rob Halford — Vokal
- K.K. Downing — Guitar
- Glenn Tipton — Guitar
- Ian Hill — Bas
- Dave Holland — Trommer